# Velika Kruševica (Kruševac)
Pour les articles homonymes, voir Velika Kruševica.
Velika Kruševica (en serbe cyrillique : Велика Крушевица) est un village de Serbie situé sur le territoire de la Ville de Kruševac, district de Rasina. Au recensement de 2011, il comptait 711 habitants.

## Démographie

### Évolution historique de la population
| 1948 | 1953 | 1961 | 1971 | 1981 | 1991 | 2002 | 2011 |
| ---- | ---- | ---- | ---- | ---- | ---- | ---- | ---- |
| 732  | 831  | 856  | 821  | 855  | 850  | 806  | 711  |

|  |